# フランキー・J・ガラッソ
フランキー・J・ガラッソ（Frankie J. Galasso、1985年1月24日 - ）は、アメリカ合衆国の俳優。

## 出演作品
- ジャングル 2 ジャングル（アンドリュー・ケンプスター）